# SRF info
SRF info (bis 2012: SF info) ist das Informationsprogramm von Schweizer Radio und Fernsehen (SRF), einer Unternehmenseinheit der SRG SSR. SRF info bzw. SF info ist seit 2001 im Schweizer Kabelnetz und unverschlüsselt über den Satelliten Eutelsat Hot Bird 13B (früher: Hot Bird 8) auf 13° Ost zu empfangen. Bei Sportsendungen wird das Programm über Satellit jedoch aus urheberrechtlichen Gründen kurzzeitig verschlüsselt bzw. über Zattoo ausserhalb der Schweiz unterbrochen.
Seit 16. Dezember 2012 heisst der Sender SRF info. Im Gegensatz zu SRF 1 und SRF zwei, welche im Februar 2012 auf HD-Qualität umgestellt wurden, wurde SRF info zunächst weiterhin ausschliesslich in SD-Qualität ausgestrahlt. Seit dem 23. März 2015 ist SRF info parallel in HD-Qualität über Satellit zu empfangen. Der Programmauftrag wird formal privatrechtlich unter einer Konzession des Bundes (Service public) erbracht. Zur Sonderstellung, die einem öffentlich-rechtlichen Programmauftrag entspricht, siehe SRG SSR#Die Gesellschaft. Seit Juni 2021 wird SRF info auch in Full HD gesendet.

## Historische Logos

Logo von SF info vom 3. Mai 1999 bis 4. Dezember 2005
Logo von SF info vom 5. Dezember 2005 bis 28. Februar 2012
Logo von SF info vom 29. Februar 2012 bis 15. Dezember 2012
Logo des HD-Ablegers ab März 2015

## Programm
Der Sender zeigt hauptsächlich Eigenproduktionen von Schweizer Radio und Fernsehen. Meistens sind Wiederholungen der ersten beiden schweizerischen Sender SRF 1 und SRF zwei im Programm. Für seine Programme auf SRF info hat PresseTV eine eigene Sendekonzession. Abends und in der Nacht wird jeweils zur vollen Stunde die Nachrichtensendung «Tagesschau» bzw. das Nachrichtenmagazin «10vor10» wiederholt, ebenso einzelne Eigenproduktionen, beispielsweise Arena, das Wissensmagazin Einstein und Kulturplatz, zudem wird die Hauptausgabe der Tagesschau um 19:30 Uhr in Deutschschweizer Gebärdensprache gedolmetscht.
Zur halben Stunde werden Magazin-Sendungen ausgestrahlt. SRF info wurde aber auch schon für exklusive Spezialsendungen genutzt, wie z. B. die Übertragung des Weltwirtschaftsforums in Davos.
Zudem darf SRF info als Ausweichsender für parallel gesendete Sportveranstaltungen verwendet werden, sobald SRF zwei bereits Sport sendet. So läuft beispielsweise auf SRF zwei das Olympia-Programm, auf SRF info die Champions League; an Fussball-Weltmeisterschaften wird bei Parallelspielen das eine Spiel auf SRF zwei, das andere auf SRF info gezeigt.